# Cho Seung-hee
Đây là một tên người Triều Tiên, họ là Cho.
Cho Seung-hee (Hangul: 조승희, Hanja: 曺承希, Hán-Việt: Tào Thừa Hy, sinh ngày 3 tháng 6 năm 1991), được biết đến nhiều hơn với nghệ danh Seunghee, là một diễn viên, ca sĩ thần tượng người Hàn Quốc. Cô là cựu thành viên nhóm nhạc nữ F-ve Dolls và DIA do MBK Entertainment thành lập và quản lý.
Hiện cô hoạt động với tư cách diễn viên do công ty Urban Works Entertainment quản lý. Seunghee được biết đến qua bộ phim Mr. Back (2014), Triangle (2014), The Night Watchman's Journal (2014), Hậu Trường Giải Trí (2015) và Tình Yêu Đầu Tiên Của Tôi (2018).

## Tiểu sử
Cho Seung-hee sinh ngày 3 tháng 6 năm 1991 tại Gwangju, Hàn Quốc. Cô hiện đang theo học Đại học Kookmin. Cô là người chiến thắng cuộc thi Hoa hậu Chunhyang năm 2012.

## Sự nghiệp

### Trước khi ra mắt
Cô được cả hai công ty FNC Entertainment và Woollim Entertainment chọn làm thực tập sinh nhưng sau đó cô quyết định gia nhập Woollim Entertainment.Năm 2012,cô tham gia Running Man cùng với Ji-ae(Lovelyz) và Yeonkyung(The SeeYa).Năm 2013,cô gia nhập MBK Entertainment và ra mắt với tư cách là thành viên của F-ve Dolls.

### 2013: Ra mắt với F-ve Dolls
Ngày 8 tháng 7,2013,cô được giới thiệu là thành viên mới của F-ve Dolls

### 2015: Ra mắt với DIA
Tháng 2 năm 2015, MBK Entertainment công bố kế hoạch cho ra mắt một nhóm nhạc nữ mới. Ban đầu, công ty quyết định sẽ chọn các ứng cử viên phù hợp cho nhóm thông qua một chương trình sống còn. MBK tiết lộ các thành viên tiềm năng đầu tiên là Cathy, Eunjin và Kim Minhyun. Tuy nhiên, sau đó Minhyun đã rời khỏi dự án vì lý do cá nhân, và Moon Seulgi và ChaeYeon đã được thêm vào để thay thế cô. Vào tháng 6, MBK thông báo rằng họ đã hủy bỏ kế hoạch về chương trình sinh tồn  và quyết định để chọn các thành viên. Nhóm sẽ bao gồm 7 thành viên bao gồm: Seunghee, Cathy, Eunice, Jenny, Yebin, Eunjin và Chaeyeon.
Vào ngày 14 tháng 9 năm 2015, DIA phát hành album đầu tay mang tên của họ, Do It Amazing. Cùng ngày, các video âm nhạc cho đĩa đơn đầu tiên của họ, "Somehow" được phát hành. Nhóm thực hiện một showcase tại Ilchi Art Hall ở Seoul vào ngày 14 tháng 9. Họ đã có sân khấu ra mắt chính thức trên M!Countdown ngày 17 tháng 9 năm 2015.

### 2016: Rời nhóm,chuyển sang hướng diễn xuất
Giữa tháng 4 vừa qua, MBK đă thông báo trưởng nhóm nữ tân binh DIA - Seunghee, đã kết thúc hợp đồng với công ty và sẽ rời khỏi nhóm. Đây là một tin tức bất ngờ bởi DIA ra mắt chưa lâu và cũng chưa gây được ấn tượng tại làng nhạc Hàn.

## Phim ảnh
| Năm  | Kênh     | Tên                       | Vai          | Ghi chú          |
| ---- | -------- | ------------------------- | ------------ | ---------------- |
| 2014 | MBC      | Mr.Back                   | Herself      | Cameo            |
| 2014 | MBC      | Triangle                  | Herself      | Cameo            |
| 2014 | MBC      | Diary Of A Night Watchman | Young-geun   | Supporting role  |
| 2015 | KBS2     | The Producers             | Yoo-joo      | Supporting role  |
| 2015 |          | Sweet Temptation          | Herself      | Web-drama; Cameo |
| 2016 | KBS1     | The Unusual Family        | Heo Soon-sim | Supporting role  |
| 2017 | SBS Plus | Wednesday 3:30 PM         | Choi Sun-ah  | Supporting role  |
| 2018 | OCN      | My First Love             | Baek Na-hee  | Vai phụ          |